# Harby (Nottinghamshire)
Pour les articles homonymes, voir Harby.
Harby est un village et une paroisse civile du Nottinghamshire, en Angleterre. Il est situé à une dizaine de kilomètres à l'ouest de la ville de Lincoln, dans le comté voisin du Lincolnshire. Administrativement, il relève du district de Newark and Sherwood. Au moment du recensement de 2011, il comptait 336 habitants.
Le 28 novembre 1290, la reine Éléonore de Castille, épouse d'Édouard Ier, y trouve la mort.

## Étymologie
Comme de nombreux toponymes de la région, le nom Harby contient l'élément scandinave -by « village, ferme ». La première partie provient soit du vieux norrois hjǫrth, soit de son cognat vieil anglais heorde, qui signifient tous deux « troupeau ». Le nom est attesté dans le Domesday Book sous la forme Herdrebi.